# Nina Abramowna Dychowitschnaja
Nina Abramowna Dychowitschnaja (russisch Нина Абрамовна Дыховичная; * 25. Märzjul. / 7. April 1914greg. in Moskau; † 9. April 2006 ebenda) war eine sowjetisch-russische Bauingenieurin.

## Leben
Dychowitschnajas Vater Abram Ionowitsch Dychowitschny war Materialkundler und lehrte nach der Oktoberrevolution ab 1925 am Moskauer Bergbauinstitut. Dychowitschnaja studierte am Moskauer Institut für Bauwesen mit Abschluss 1936. Darauf projektierte sie Objekte der Luftfahrtindustrie und arbeitete nach dem Deutsch-Sowjetischen Krieg in Organisationen im Baltikum.

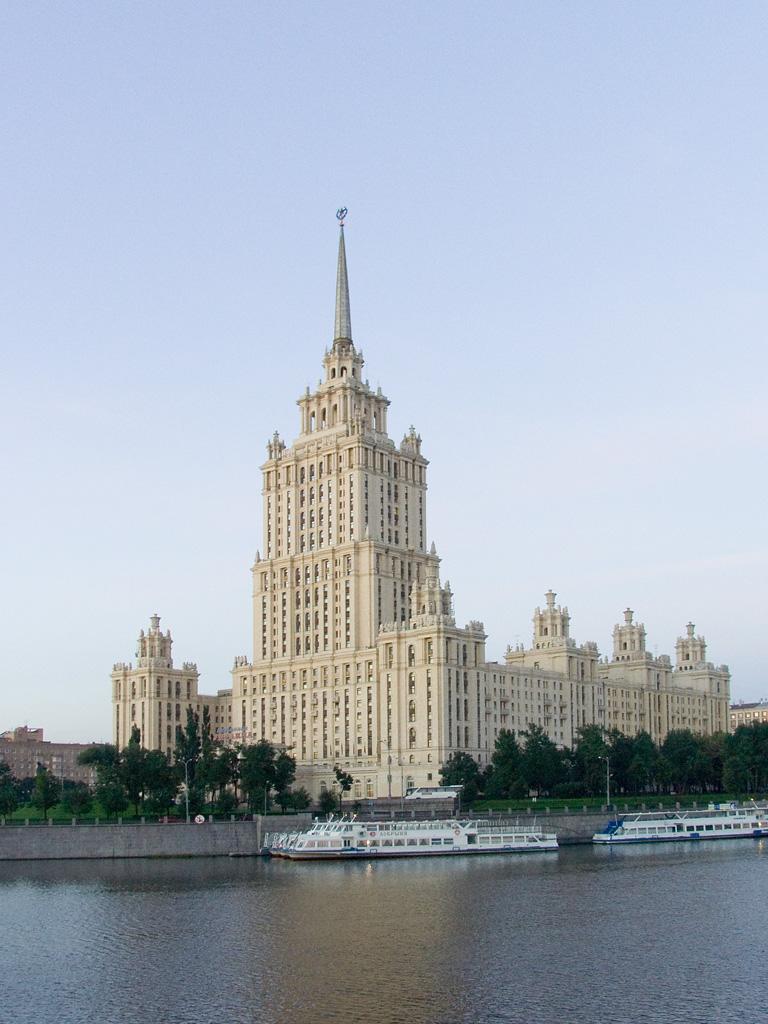
Hotel Ukraina, Moskau

1948 kehrte Dychowitschnaja nach Moskau zurück. Als Stellvertreterin Pawel A. Krassilnikows entwickelte sie die Konstruktion des 1953–1957 erbauten Moskauer Hochhaus-Hotels Ukraina (eine der Moskauer Sieben Schwestern). Nach der Entstalinisierung entwickelte sie die Konstruktion des 1960–1961 erbauten Moskauer Hotels Molodjosch (Jugend, später Junost, Chefarchitekt J. W. Arnd), das eines der ersten Moskauer öffentlichen Plattenbau-Gebäude nach den Beispielen auf der Interbau 1957 im West-Berliner Hansaviertel war. Sie war Chefingenieurin des Projekts für die Bebauung des Autowerk-Rajons in Toljatti (Chefarchitekt Boris Rafailowitsch Rubanenko).
Ab 1985 arbeitete Dychowitschnaja in führenden Positionen im Moskauer Zentralen Forschungsinstitut für experimentelle Projekte des Wohnungswesens.
Der Schriftsteller Wladimir Abramowitsch Dychowitschny und der Architekt Juri Abramowitsch Dychowitschny waren Brüder Dychowitschnajas. Die Radiomoderatoren Alexei Walerjewitsch Dychowitschny und Alexei Alexejewitsch Wenediktow sind Enkel Dychowitschnajas.
Dychowitschnajas Memoiren erschienen nach ihrem Tode. Ihre Urne wurde im Kolumbarium des Nowodewitschi-Friedhofs beigesetzt.

## Ehrungen, Preise
- Preis des Ministerrats der UdSSR (1966) für die Projektierung 9-stöckiger Plattenbau-Häuser in Taschkent[1]
- Staatspreis der UdSSR (1973) für die Projektierung des Autowerk-Rajons in Toljatti
- Verdienter Baumeisterin der RSFSR (1980)
- Preis des Ministerrats der UdSSR (1982) für die Entwicklung und Umsetzung von Maßnahmen zur Einsparung von Stahl und Arbeitszeit im Wohnungsbau